# Uljanowka (Tatarstan)
Uljanowka (ros. Ульяновка) – wieś (sieło) w Rosji, w Tatarstanie, w rejonie czeriemszańskim. W 2021 liczyła 305 mieszkańców, głównie Czuwaszy.